# Plectranthus de-gasperisianns
Plectranthus de-gasperisianns là một loài thực vật có hoa trong họ Hoa môi. Loài này được (Buscal. & Muschl.) ined. miêu tả khoa học đầu tiên.